# Nokia 5530 XpressMusic
Il Nokia 5530 XpressMusic è uno smartphone prodotto dall'azienda finlandese Nokia e messo in commercio nel 2009. Caratterizzato dalla presenza di un grande display interamente tattile, questo telefono era disponibile nelle varianti Games Edition e Mobil Tv Edition. La variante Game Edition era dotata di 20 motion games in versione full mentre quella Mobile TV Edition presenta il modulo DVB-H per la Tv Mobile.

## Caratteristiche
- Dimensioni: 49 x 104 x 13 mm
- Massa: 107 g
- CPU: ARM11 a 434 MHz di Clock
- RAM: 64 MB
- Lunghezza diagonale display: 2.9" (pollici)
- Risoluzione display: 640 x 360 pixel da 16,7 milioni di colori
- Densità Pixel: 233 PPi (Pixel per pollice)
- Accelerometro
- Radio AM/FM (antenna non integrata, utilizzabile con auricolari o impianti audio)
- Durata batteria in conversazione: 5 ore
- Durata batteria in standby: 351 ore (14 giorni)
- Durata batteria effettiva utilizzo medio: 48 ore
- Fotocamera: 3.2 megapixel
- Memoria: 86 MB espandibile con MicroSD fino a 16 GB
- Bluetooth, Wi-Fi e USB
- Sistema operativo: Symbian OS 9.4 Series60 v5.0
- Ultimo Firmware disponibile: v40.0.003
- Pennino incorporato